# Yakov Vladimirovich Smushkevich
Yakov Vladimirovich Smushkevich (tiếng Litva: Jakovas Smuškevičius, tiếng Nga: Яков Владимирович Смушкевич; 14 tháng 4 [lịch cũ 1 tháng 4] năm 1902 - 28 tháng 10 năm 1941) là Tư lệnh Lực lượng Không quân Liên Xô từ năm 1939 đến năm 1940 và là Anh hùng Liên Xô gốc Do Thái đầu tiên. Từng tham chiến trong Nội chiến Tây Ban Nha với bí danh "tướng Douglas", ông nhận được danh hiệu Anh hùng Liên Xô đầu tiên của mình. Sau đó, ông một lần nữa được nhận danh hiệu Anh hùng Liên Xô do những thành tích trong Chiến dịch Khalkhin-Gol. Ông là Tư lệnh Lực lượng Không quân Liên Xô từ năm 1939 đến năm 1940, và Phó Tổng Tham mưu trưởng từ năm 1940 đến năm 1941. Ông bị bắt vào tháng 6 năm 1941 với cáo buộc bịa đặt là một phần của âm mưu chống Liên Xô, và bị xử tử mà không cần xét xử theo lệnh cá nhân của Lavrentiy Beria vào ngày 28 tháng 10 năm 1941 tại Kuybyshev. Ông là người duy nhất hai lần được nhận danh hiệu Anh hùng Liên Xô nhưng sau đó bị xử tử. Các cáo buộc sau khi Stalin chết được bãi bỏ và ông được phục hồi danh dự vào năm 1954.

## Thiếu thời
Smushkevich sinh ngày 14 tháng 4 [lịch cũ 1 tháng 4] năm 1902 trong một gia đình Do Thái Litva ở Rokiškis, khi đó là một phần của Đế quốc Nga. Ông chỉ hoàn thành ba lớp tiểu học trước khi Sa hoàng ra lệnh trục xuất và lưu đày tất cả những người Do Thái ở các khu vực tiền tuyến trong Thế chiến thứ nhất, dẫn đến việc ông và phần còn lại của gia đình bị lưu đày đến Arkhangelsk Oblast ở cực bắc của Nga. Ở đó, mặc dù tuổi còn trẻ, ông đã làm việc tại một tiệm bánh và một bến tàu cho đến khi được phép trở về Litva cùng gia đình vào năm 1917.
Năm 1918, ông gia nhập Hồng quân và chiến đấu trong Tiểu đoàn 1 Minsk Cộng sản. Năm 1919, tiểu đoàn được bố trí ở mặt trận phía Tây để chiến đấu trong Chiến tranh Nga-Ba Lan. Ông từng bị thương trong một trận chiến ở Belarus và bị bắt, bị giam ở Baranavichy và Vilinius trước khi vượt ngục vào mùa xuân năm 1920
Sau khi trở về, ông trở thành một chính trị viên trong Trung đoàn Súng trường 144. Từ năm 1921 đến năm 1922, ông là người đứng đầu cơ quan Cheka ở hạt Klintsy, nay là một phần của vùng Bryansk. Đơn vị cảnh sát của ông tham gia hoạt động tại vùng Gomel. Tháng 3 năm 1922, ông được chuyển sang Trung đoàn 3 Bộ binh. Tại đây, ông giữ chức vụ phó chính ủy cho đến tháng 9 khi ông được bổ nhiệm làm người phụ trách công tác Đảng của Phi đội Hàng không Chiến đấu Độc lập số 4 ở Minsk. Từ tháng 8 năm 1923 đến tháng 2 năm 1926 ông là chính trị viên của phi đội. Thời gian này, ông đã theo học tại Đại học Belarussia, nhưng không hoàn thành việc học của mình ở đó do nhận được phân công công tác. Ông tiếp tục được thăng chức trước khi tốt nghiệp học viện quân sự M.V. Frunze vào năm 1930, sau đó ông được bổ nhiệm làm phó trưởng phòng chính trị của Lữ đoàn Hàng không số 2.
Cuối năm 1931, ông trở thành chỉ huy của Lữ đoàn Hàng không hỗn hợp số 2, đơn vị này nhanh chóng trở thành một đơn vị hình mẫu trong quân đội Liên Xô và được chính phủ Xô viết Belorussia khen ngợi. Năm 1932, ông tham dự một chương trình huấn luyện bay ở Kachinskygy, nơi ông học lái I-5. Ông rời vị trí chỉ huy lữ đoàn vào năm 1936 do cuộc nội chiến Tây Ban Nha bắt đầu.

## Nội chiến Tây Ban Nha
Smushkevich đến Tây Ban Nha với tư cách là một phần của một nhóm tình nguyện viên Liên Xô vào tháng 10 năm 1936. Tại đây, ông làm cố vấn cấp cao cho chỉ huy Lực lượng Không quân Cộng hòa Tây Ban Nha với bí danh "tướng Douglas". Trong cuộc xung đột, ông đã có 223 giờ bay, hơn một nửa trong số đó là trên tiêm kích I-15. Ông đã bị khiển trách vì dành quá nhiều thời gian cho các nhiệm vụ chiến đấu thay vì chỉ huy người Tây Ban Nha với tư cách là Tư lệnh Phòng không Madrid. Tháng 6 năm 1937, ông trở lại Liên Xô và được phong tặng danh hiệu Anh hùng Liên Xô. Năm đó ông trở thành phó chủ nhiệm Lực lượng Không quân Liên Xô.

## Vụ tai nạn Neman R-10
Ngày 30 tháng 4 năm 1938 Smushkevich bị thương nặng trong khi thực hiện chuyến bay thực hành trên một chiếc R-10 để chuẩn bị cho một cuộc duyệt binh trước khi nó bị rơi do lỗi cơ khí. Chiếc máy bay là một món quà từ Kharkov; khi cất cánh, ông đã ở trên không chưa đầy một phút và đạt độ cao không quá 50 mét trước khi gặp nạn. Lực lượng cứu hộ tìm thấy ông bị bất tỉnh và chấn thương nặng, với vết bỏng ở lưng, gãy nhiều xương ở chân và bàn chân, dập nát xương đùi và chấn thương đầu. Chân của ông gần như bị cắt cụt do thương tích. Tuy vậy, sau khi phẫu thuật, ông có thể giữ được chân nhưng không thể di chuyển trong một thời gian dài. Sau khi nằm liệt giường trong vài tháng, ông cuối cùng đã có thể bay trở lại, nhưng các vấn đề với đôi chân bị thương nặng vẫn tiếp tục hành hạ ông trong phần còn lại của cuộc đời.

## Chiến dịch Khalkhin-Gol
Sau khi các lực lượng Nhật Bản tấn công kỵ binh Mông Cổ trong lãnh thổ tranh chấp ở phía Đông sông Khalkin Gol vào tháng 5 năm 1939, Smushkevich được cử đến Mông Cổ với tư cách là chỉ huy trưởng lực lượng không quân của Cụm binh đoàn 1. Tại đây, ông đã dành phần lớn thời gian để huấn luyện phi công cho các nhiệm vụ được bay trên các máy bay chiến đấu I-16 và I-153 mới. Sau khi trở về Liên Xô vào tháng 9, ông lại được trao tặng danh hiệu Anh hùng Liên Xô vào ngày 17 tháng 11 năm 1939 vì vai trò của mình trong việc giành ưu thế trên không trước quân Nhật.

## Chiến tranh Mùa đông
Tháng 11 năm 1939, Smushkevich trở thành Tổng tư lệnh Lực lượng Không quân Liên Xô. Trong Chiến tranh Xô-Phần, ông đã nhiều lần đến thăm mặt trận và quản lý việc phát triển một trung đoàn hàng không gồm các phi công được đào tạo để bay trong điều kiện thời tiết xấu. Trong báo cáo cuối cùng của mình trước Hội đồng Quân chính của Hồng quân, ông đã lưu ý và chỉ trích những thất bại trong tổ chức và huấn luyện của quân đội Liên Xô.

## Thế chiến thứ hai và bị đàn áp
Tháng 8 năm 1940, Smushkevich được bổ nhiệm làm Tổng Thanh tra Lực lượng Không quân, và Pavel Rychagov thay ông làm Tổng tư lệnh. Năm đó, ông ủng hộ việc thành lập một học viện quân sự đào tạo hoa tiêu và chỉ huy không quân. Vào tháng 12, ông trở thành Phó tổng tham mưu trưởng Lực lượng Không quân, nơi ông dành nhiều thời gian để lo lắng về việc thiếu các phi công được đào tạo vì bay trong điều kiện thời tiết xấu và thiếu các phi công có thể sử dụng thiết bị mới. Một thuộc cấp của ông là Aleksandr Golovanov gợi ý rằng ông nên viết một bức thư cho Stalin bày tỏ mối quan tâm của mình. 
Ông bị bắt vào đầu tháng 6 năm 1941 khi đang ở trong bệnh viện, vài ngày sau khi thực hiện một cuộc phẫu thuật khác ở chân. Nhiều tướng lĩnh khác của lực lượng không quân cũng bị bắt với cáo buộc bịa đặt tham gia vào một âm mưu chống Liên Xô ngay trước khi bắt đầu Chiến dịch Barbarossa. Trong khi ở trong tù, ông đã bị đánh đập thậm tệ trước khi bị buộc phải đứng trước đồng nghiệp cũ của mình là Pavel Rychagov (người đã bị đánh đập nặng đến mức làm hỏng màng nhĩ) trong một cuộc "đối chất" được sắp xếp trước, nơi họ sau đó được cho là buộc tội nhau với nhiều tội danh. Trong khi thẩm vấn, những lời đe dọa đã được đưa ra nhằm vào gia đình ông và đôi chân bị băng bó của ông đã bị đánh bằng gậy khi ông từ chối đưa ra lời "thú tội" theo yêu cầu của những người thẩm vấn.
Vào ngày 28 tháng 10 năm 1941, ông bị xử bắn mà không cần xét xử theo lệnh cá nhân của Lavrenty Beria ở Kuybyshev. Năm 1947, giải thưởng của ông bị thu hồi, nhưng sau khi Stalin qua đời, ông đã được phục hồi danh dự vào ngày 25 tháng 12 năm 1954 và vào ngày 15 tháng 3 năm 1957, giải thưởng của ông đã được phục hồi.

## Giải thưởng và danh hiệu
- Hai lần Anh hùng Liên Xô (21/06/1937 và 17/11/1939)
- Hai Huân chương Lenin (03/01/1937 và 21/06/937)
- Huân chương Cờ đỏ Mông Cổ (10/08/1939)

## Lược sử quân hàm
- Lữ đoàn trưởng (комбриг, 1936)
- Quân đoàn trưởng (комкор, vượt cấp, 1937)
- Tư lệnh Tập đoàn quân bậc 2 (командарм 2-го ранга, 1939)
- Trung tướng không quân (1940)